# Deutsches Jugendrotkreuz
Das Deutsche Jugendrotkreuz (kurz JRK) vertritt den Verband Deutsches Rotes Kreuz in jugendrelevanten Fragen, z. B. in den Jugendringen und ist daher nicht nur Gemeinschaft, sondern auch Jugendverband des DRK. Durch diese gesonderte Stellung innerhalb des DRK kam es in manchen Bundesländern zu Unstimmigkeiten zwischen den Gemeinschaften, da einzelne eine eigene, vom Jugendrotkreuz nahezu unabhängige Jugendarbeit forcierten (Bereitschaftsjugend, Wasserwachtjugend). Diese weichen insofern vom JRK ab, als sie Jugendlichen neben den sonstigen Aktivitäten im JRK vor allem fachspezifische Ausbildung wie zum Beispiel Schwimm- und Rettungsschwimmtraining sowie Ausbildung in Natur- und Gewässerschutz bieten oder zum Einsatz in den Fachdiensten der Bereitschaften vorbereiten.
Ziele der Jugendrotkreuz-Arbeit sind:
- soziales Engagement
- Einsatz für Gesundheit und Umwelt
- Handeln für Frieden und Völkerverständigung und
- politische und gesellschaftliche Mitverantwortung

Das reguläre Mitgliedsalter liegt zwischen 6 und 27 Jahren. Leitungskräfte und für bestimmte Aufgaben erforderliche Fachkräfte können über das Alter von 27 Jahren hinaus Angehörige des JRK bleiben.
Das JRK ist auf allen Verbandsebenen durch eigene demokratisch gewählte Leitungskräfte in den Vorständen bzw. Präsidien des DRK vertreten. Auf Bundesebene hat das Jugendrotkreuz vier Organe:
- Die JRK-Bundeskonferenz als oberstes Aufsichts- und Beschlussorgan des JRK auf Bundesebene, in der strategische Grundsatzentscheidungen getroffen werden (bestehend aus den Delegierten der 19 Landesverbände (72) und jeweils einem JRK-Landesleiter pro Landesverband sowie der JRK-Bundesleitung).
- Die ehrenamtliche JRK-Bundesleitung, die diese Entscheidungen konkretisiert und die laufende Arbeit steuert und überwacht.
- Die hauptamtliche Bundesgeschäftsstelle mit dem JRK-Bundesreferenten an der Spitze.
- Der JRK-Länderrat dient der Koordination der Arbeit der Landesverbände untereinander und mit dem Bundesverband.

Der JRK-Bundesleiter vertritt das Jugendrotkreuz als Mitglied im Präsidium des DRK.

## Die Geschichte des Deutschen Jugendrotkreuzes

### Entstehung
Am 27. Mai 1925 wurde das Deutsche Jugendrotkreuz in Berlin durch den DRK-Hauptvorstand gegründet. Vorbilder waren das Jugendrotkreuz in den USA, in Kanada und in einigen europäischen Staaten. Die Jugendrotkreuzarbeit fand damals vorwiegend in Schulen statt. Schon seit 1922/23 beschäftigte sich Walther Georg Hartmann mit ersten Vorschlägen zur Gründung eines Jugendrotkreuzes in Deutschland. Unterstützung erhielt er hierbei durch DRK-Präsident Joachim von Winterfeldt-Menkin und DRK-Generalsekretär Paul Draudt. Zunächst wurden jedoch Gründungswünsche durch die Hauptversammlung des DRK abgelehnt.
Das Leitwort des JRK war „Ich diene!“, die Maximen lauteten:
- Dienst an der Gesundheit
- Dienst am Nächsten
- Dienst an der Völkerverständigung

Diese Maximen hatten in den Jahren 1925 bis 1971 durchgehende Geltung.
Der Aufbau des JRK schritt rasant voran. Dies belegen u. a. die folgenden Mitgliederzahlen:
| Zeitpunkt         | Gruppen | Mitglieder    |
| ----------------- | ------- | ------------- |
| November 1926     | ca. 50  | ca. 1000      |
| April 1929        | 109     | keine Angaben |
| 1. April 1931     | 826     | 21.834        |
| 1. April 1932     | 978     | 25.881        |
| 1. September 1932 | 1.136   | 30.270        |

### Zeit des Nationalsozialismus
In der Zeit des Nationalsozialismus wurde das Jugendrotkreuz durch die Hitlerjugend verdrängt. Zunächst wähnten sich die Rotkreuz-Vertreter vor den Machthabern der Nationalsozialisten in Sicherheit. Die lobende Erwähnung des Jugendrotkreuzes durch Reichsinnenminister Wilhelm Frick, die gute Reputation der Zeitschrift Deutsche Jugend und die Verankerung der JRK-Arbeit in der neuen DRK-Satzung von 1933 waren durchaus positive Anhaltspunkte dafür. Aber, wie Walther Georg Hartmann schreibt, müsse nun auch der Stil und Geist der neuen Zeit in die JRK-Arbeit eingebracht werden. Mit dem Reichsjugendführer Baldur von Schirach kam es sehr bald zu Problemen, als es um die vermeintliche Abwerbung von BDM-Kräften durch das DRK ging. Folglich kam es zu Verhandlungen zwischen der Reichsjugendführung und dem Roten Kreuz. Sie wurden – zu Lasten einer eigenen Jugendarbeit im Roten Kreuz – 1935 abgeschlossen. Nach dieser Vereinbarung wurde zukünftig „der gesamte jugendliche Nachwuchs des Deutschen Roten Kreuzes ausschließlich durch die H.J. sichergestellt. Damit erübrigt sich die Weiterführung eigener Jugendgruppen des Deutschen Roten Kreuzes.“ Zunächst durfte das JRK seine Zeitschrift Deutsche Jugend weiter herausgeben. Doch als auch die Zeitung im Jahr 1936 eingestellt werden musste, blieb dem JRK nur noch der sogenannte Schulbriefwechsel. Jugendrotkreuz-Arbeit im früheren Sinne existierte folglich in dieser Zeit nicht mehr.
Schulbriefwechsel
Der Schulbriefwechsel wurde auch nach 1935 weiterhin vom DRK durchgeführt, wie zum Beispiel der Jahresbericht 1937/39 des DRK ausweist. Dort sind folgende Einsendungen und Ausgänge von Schulbriefwechseln dokumentiert:
|         | Eingang | Ausgang |
| ------- | ------- | ------- |
| 1936/37 | 203     | 140     |
| 1937/38 | 227     | 130     |

Der Bericht vermerkt weiter, dass die meisten eingehenden Sendungen vom Japanischen und vom Amerikanischen Roten Kreuz kamen; der Anteil der Eingänge von japanischen Schulen ging jedoch im Berichtszeitraum um 50 Prozent zurück. Der Austausch wurde nach Angaben des DRK mit 19 verschiedenen Ländern, verteilt auf sämtliche Erdteile, durchgeführt.

### Wiederaufbau
Ab dem Jahr 1947 wurde das Jugendrotkreuz – zunächst in der Amerikanischen Besatzungszone (Bayern, Hessen, Württemberg-Baden und Bremen) – wieder aufgebaut. Der erste Gründungsbeschluss erfolgte in Bayern am 18. Oktober 1947.
Erste zonenübergreifende Aufbaubemühungen wurden auf einer Tagung des interimistischen Jugendrotkreuz-Arbeitsausschusses in Virnsberg am 2. Juni 1949 gefasst. Durch den Arbeitsausschuss wurde großer Wert auf die Einrichtung eines allgemeinen JRK-Informationsdienstes gelegt, der ab 1952 in die Zeitschrift Jugendrotkreuz und Erzieher mündete.
Für die Nachkriegszeit war entscheidend, dass sich eine organisatorische Änderung ergab: waren es bisher Schüler bzw. Schulgemeinschaften, die das Jugendrotkreuz ausmachten, sollte es nunmehr daneben außerschulische JRK-Gruppen mit Jugendlichen im Alter von 14 bis 18 Jahren geben.
Die Aufbauarbeit schritt im Bundesgebiet rasant voran, wie folgende Zahlen verdeutlichen:
| Zeitpunkt  | Schüler | Schulgem. | Jugendliche | JRK-Gruppen |
| ---------- | ------- | --------- | ----------- | ----------- |
| Ende 1949  | 115.475 | 2.808     | 24.442      | 767         |
| Mitte 1951 | 238.099 | 4.683     | 26.504      | 930         |
| März 1952  | 238.267 | 4.558     | 26.299      | 915         |
| März 1953  | 332.388 | 6.409     | 30.111      | 1.118       |

In Westdeutschland übernahm Frau Ruth Auffermann am 11. Juni 1950 den Vorsitz des JRK-Arbeitsausschusses. Die Sachbearbeitung lag in den Händen von Herrn Götz Fehr. Frau Auffermann bestätigt auf einer gemeinsamen Tagung im Jahr 1951: „Der Aufbau des JRK in den meisten Landesverbänden kann als abgeschlossen gelten. Wir müssen uns aber nun darüber einig werden, wie das Werk gemeinsam und bei gegenseitiger Unterstützung weitergeführt werden soll.“
Schon zehn Jahre (1959) nach der Neugründung war das Deutsche Jugendrotkreuz in vielen Bereichen tätig.
Hier nur ein paar Zahlen aus einem Bericht der mit dem Titel „Der Jugend macht das Helfen Freude“ überschrieben ist.
- 24.779 persönliche Mitglieder in 1.395 Gruppen; 2.155 Leiter von JRK-Gruppen
- 10.472 Klassen mit 356.725 Schülern als kooperativen Mitgliedern; 8.435 Vertrauenslehrer
- 359 Mimtrupps
- 98 Alte-Leute-Clubs
- im Jahr 1958 wurden 74.162 Schüler in Erster Hilfe ausgebildet; an 930 Schulen bestand ein Schulsanitätsdienst
- 38.939 Geschenkschachteln wurden bepackt und
- 75 Näh- und 149 Werkstuben des JRK waren vorhanden.[14]

In den 1950er Jahren begannen die JRK-Jahreswettbewerbe, die von der Kreisebene über den Regierungsbezirk und Bundesland bis auf Bundesebene stattfanden. Die fünfköpfigen JRK-Gruppen hatten sich Aufgaben aus der Ersten Hilfe als Einzelpersonen und in der Gruppe in Theorie und Praxis zu stellen. Weitere Themen waren u. a. Realistische Notfalldarstellung, Wissen zum IRK und DRK, sowie Gesundheitserziehung und staatspolitische Bildung.

### Jugendrotkreuz im DRK der DDR

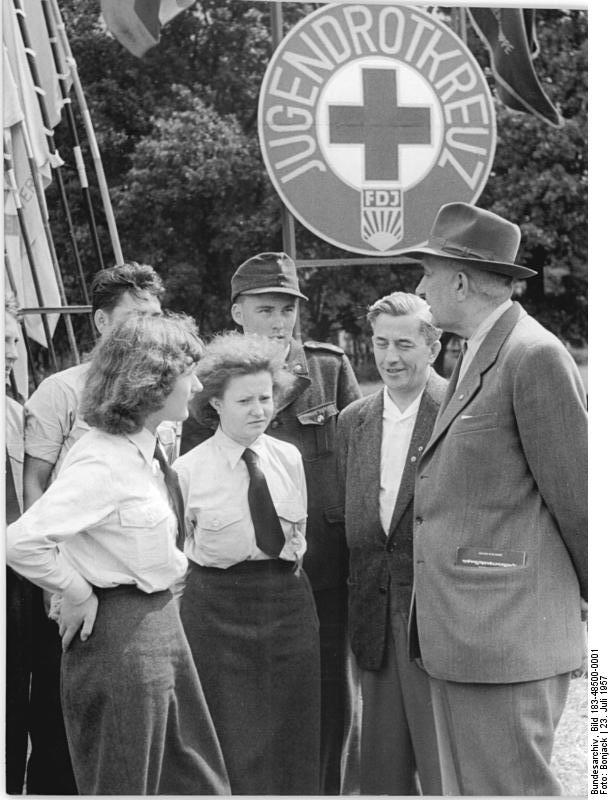
Bundesarchiv Bild 183-48500-0001, Turn- und Sporttreffen 1957 in Leipzig, Wettbewerb des DRK der DDR

Beim DRK der DDR wurde am 15. Februar 1954 für die 14- bis 18-jährigen Mitglieder des Roten Kreuzes ein 40-stündiges Vorläufiges Ausbildungsprogramm für die Sanitätsbereitschaften der Jugend herausgegeben. Die Hauptzielsetzungen des Jugendrotkreuzes wurden durch den Vorsitzenden des Zentralausschusses beim ersten Treffen der Rotkreuz-Jugend Ende 1955 in Leipzig wie folgt benannt:
- Mitarbeit des JRK bei der Verbesserung des Gesundheitsdienstes,
- soziale Hilfsprogramme und
- ein Programm der Festigung der Völkerfreundschaft.[17]

Ab dem Jahr 1957 wurde die Ausbildung für die Mitglieder des Jugendrotkreuzes des DRK der DDR nach den Grundausbildungsprogrammen der Erwachsenen durchgeführt. Eine Vereinbarung zwischen dem DRK der DDR und der Freien Deutschen Jugend regelte ab 1957 die Zusammenarbeit der beiden Jugendorganisationen. Im Januar 1957 wurde ein Sekretär der FDJ als Mitglied des Präsidiums des DRK der DDR gewählt; ab Juli 1957 wurde das Referat Jugendrotkreuz „aus der Operativabteilung herausgelöst und zur Erhöhung der Wirkungsmöglichkeiten als selbstständiges Referat direkt dem Generalsekretär des DRK der DDR unterstellt“. Ein zentrales Jugendaktiv, ab 1958 Fachkommission für Jugendfragen, wurde errichtet.
Für die Pionierorganisation Ernst Thälmann führte das Rote Kreuz ein 30-stündiges Ausbildungsprogramm für die Arbeitskreise der „Jungen Sanitäter“ innerhalb der Pionierorganisationen durch.
In Wilthen konstituierte sich am 3. Februar 1990 durch 27 Jugendliche aus allen Bezirksverbänden ein Arbeitsausschuss zur Vorbereitung der Gründung eines Jugendrotkreuzes im DRK der DDR. Die VIII. Präsidiumstagung des DRK der DDR unterstützte die Bildung einer eigenständigen Jugendstruktur im DRK der DDR als „einen parteiunabhängigen Verband, der allen Kindern und Jugendlichen offenstehen sollte.“
Am 29. April 1990 wurde das Jugendrotkreuz im DRK der DDR offiziell gegründet; ein Zentralausschuss wurde gebildet und Katrin Bäsell als Vorsitzende gewählt. Achim Müller wurde Leiter des Referates Jugendrotkreuz beim DRK der DDR. Dieses neu geformte JRK bestand folglich nur rund 250 Tage; bis zum Beitritt der neuen DRK-Landesverbände zum Deutschen Roten Kreuz. Ein letzter Deutsch-deutscher Jugendaustausch fand im Juli 1990 statt.

### Die 1970er und 1980er Jahre
Die Arbeit des Jugendrotkreuzes an Schulen wurde durch diverse Schul- und Bildungsreformen in Westdeutschland immer schwieriger durchzuführen. Die Schularbeit verlor immer mehr an Bedeutung.
Durch eine Änderung der JRK-Ordnung im Jahr 1974 wurden auch die Ziele neu definiert. Sie lauteten nunmehr:

„Da es sich an den Erfordernissen der Gesellschaft und der Welt orientiert, ergeben sich insbesondere die folgenden Ziele:
- Persönliche Verantwortung für die Gesundheit,
- Soziales Engagement,
- Frieden, Verständigung zwischen den Völkern und internationale Zusammenarbeit.“

Vorausgegangen waren dieser Ordnungsänderung vielfältige Diskussionen über die zukünftige Rolle des JRK im DRK-Verband; so wurden zum Beispiel im Jahr 1971 bei einem JRK-Bundestreffen auf der Wewelsburg das Selbstverständnis des JRK als selbstverantwortlicher Jugendverband, die Übernahme der neu formulierten Zielsetzung, die Verankerung der politischen Bildungsarbeit, die Änderung des Mitgliedsalter auf 25 Jahre sowie mögliche neue Strukturen und Arbeitsweisen diskutiert und beschlossen.
Trotz aller innerverbandlichen Diskussionen wurde die Hilfe für Andere aber nicht vernachlässigt: die Aktion 74 zum Thema Entwicklungshilfe wurde mit Unterstützung von vielen JRK-Landesverbänden durchgeführt. Ziel war es, ein Jugendzentrum des Roten Kreuzes in der Republik Dahomey (heute Benin) zu unterstützen und so durch praktische Entwicklungszusammenarbeit zu fördern. Zur Spendengewinnung gehörte u. a. der Verkauf einer Single der Gruppe young family, einer Gruppe des JRK in Nettersheim bei Schleiden.
Die 1980er Jahre waren im Jugendrotkreuz geprägt durch die Friedensdiskussion in der Gesellschaft und im Roten Kreuz. Mit Unterstützung des damaligen DRK-Präsidenten Prinz zu Sayn-Wittgenstein-Hohenstein führte das JRK die Kampagne „Durch Menschlichkeit zum Frieden“ ab 1984 durch. Ziel war es, darauf hinzuwirken, dass die beiden Zusatzprotokolle von 1977 zu den Genfer Konventionen durch die Bundesrepublik Deutschland ratifiziert werden. Die umfassenden Informationen und Texte sind in einer umfangreichen Kampagnenschrift verzeichnet.

### Die 1990er Jahre
Durch die deutsche Wiedervereinigung wuchsen die östlichen und westlichen Landesverbände wieder zusammen.
Das Deutsche Jugendrotkreuz engagierte sich wieder vermehrt an den Schulen. Es wurden diverse Schulsanitätsgruppen gegründet und Jugendrotkreuzler boten Projekttage an Schulen an.

## Das JRK-Logo
Zunächst wurde nach dem Zweiten Weltkrieg nur ein einfaches zweifarbiges (rot-schwarzes) Logo verwendet. Es findet sich zum Beispiel auf JRK-Ausweisen aus dieser Zeit.
Eine Anstecknadel in Form eines emaillierten Wappenabzeichens wird im Jahr 1957 als "JRK-Mitgliedsabzeichen" bezeichnet und war für "persönliche Mitglieder" vorgesehen. Dieses Wappenlogo des DJRK wurde im Jahr 2000 durch das neue Logo abgelöst. Der von einer Kommunikations- und Werbeagentur erarbeitete Entwurf wurde im September 1999 vom JRK-Bundesdelegiertentag verabschiedet. Offiziell eingeführt wurde das Logo im Jahr 2000 anlässlich des 75. Jubiläums des Deutschen Jugendrotkreuzes auf dem Tag des Internationalen Roten Kreuzes und Roten Halbmondes am 5. August 2000 im Rahmen der Expo 2000.
Das Logo enthält die vier sogenannten Wahrnehmungsebenen:
- Der Name als Marke (Jugendrotkreuz)
- Zugehörigkeit zum Deutschen Roten Kreuz (Schriftzug Deutsches Rotes Kreuz)
- Der Mensch im Mittelpunkt (drei Gestalten in den Farben Schwarz, Rot und Gold)
- Weltoffen und Weltumspannend (Weltkugel und Meridiane).

Die Grundfarbe der Weltkugel ist Türkis, das sich aus den Farben Grün (Natur), Blau (Meer und Weite) zusammensetzt. Weiterhin gibt es noch ein Langlogo, welches in der Öffentlichkeit nur noch selten verwendet wird. Es ist auf Ausgehhemden und Urkunden zu finden, auf denen das gängige bunte Logo unpassend wäre.

Aktuelles Logo (seit 2000)
Wappenlogo (verwendet von 1965 bis 1999)
Kaum noch verwendetes Langlogo
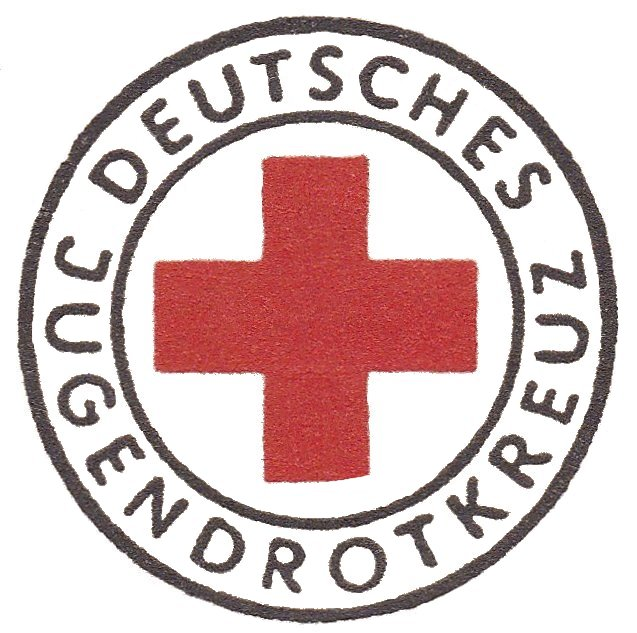
JRK-Logo, ca. 1950er Jahre

## Jugendrotkreuz Bundesleiter

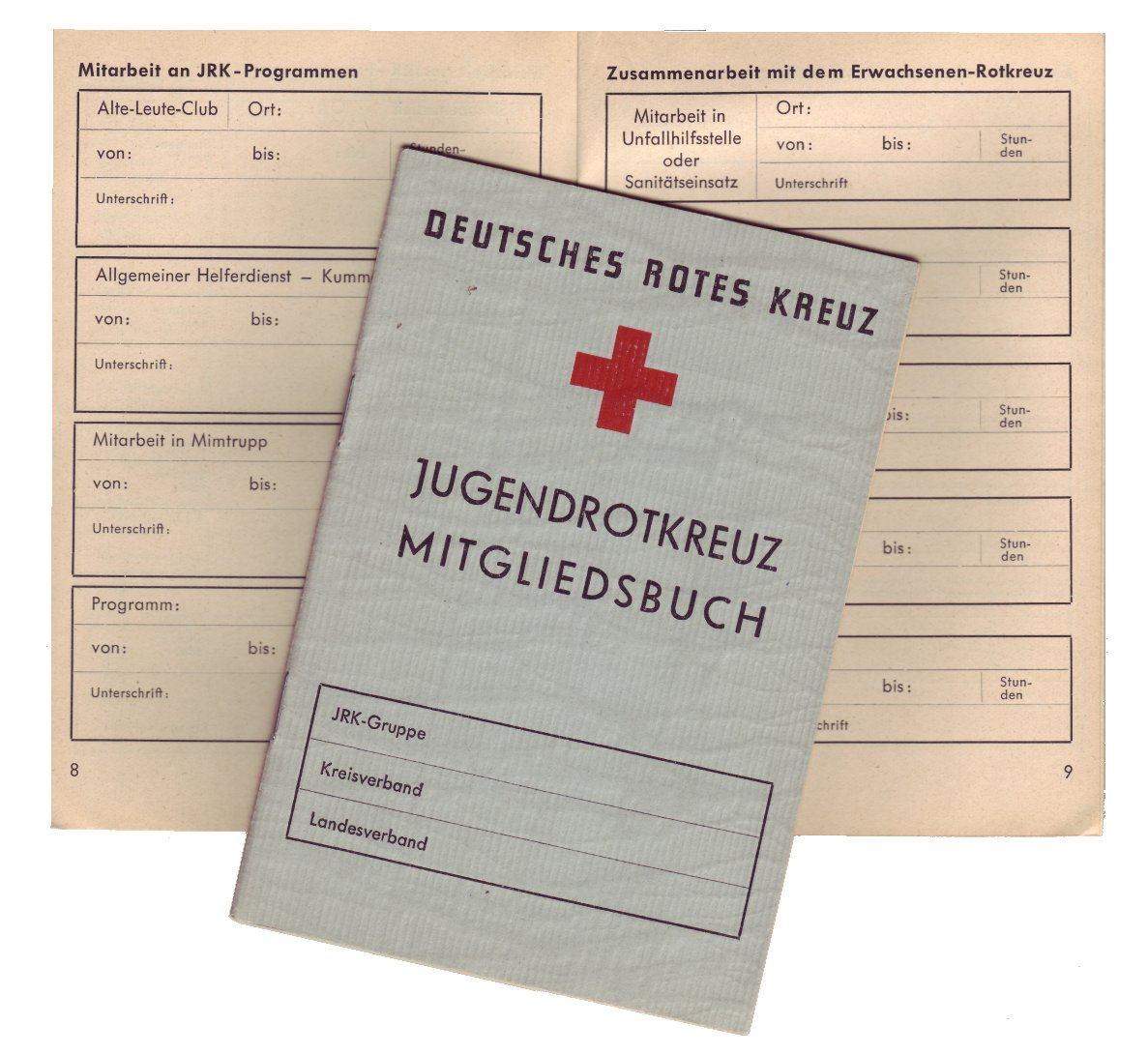
Mitgliedsbuch des Deutschen Jugendrotkreuzes; ca. 1960er Jahre

Jugendrotkreuz-Leiter auf Bundesebene waren:
- Ruth Auffermann (1950–1955)
- Otto Müller (1955–1959)
- Ludwig Englert (1959–1962)
- Götz Fehr (1962–1970)
- Johannes Giesberts (1970–1975)
- Charlotte von Ziegler (1976–1982)
- Jürgen Claßen (1982–1992)
- Dietmar Detert (1992)
- Olaf Jantzen (1993–2001)
- Ulrike Würth (2001–2004)
- Birgit Hantzsch (2004–2007)
- Udo Eller (2007–2009)
- Robin Wagener (2009–2013)
- Marcus Janßen (2013–2021)
- Marcel Bösel (ab 2021)

## Altersstufen
Die Mitglieder unterteilen sich in mehreren Altersstufen, um besser auf die Bedürfnisse der Kinder und Jugendlichen einzugehen.
Die offizielle Einteilung der Stufen:
- Stufe I: 6 bis 12 Jahre
- Stufe II: 13 bis 16 Jahre
- Stufe III: 17 bis 27 Jahre

Die Stufen werden mit den römischen Zahlensystem beziffert. „I = 1“, „II = 2“ und „III = 3“.
In einigen Jugendrotkreuzgruppierungen setzt sich inzwischen eine zusätzliche Unterteilung der Stufe I in einer vierten Stufe (Stufe 0) durch. Stufe 0 (6 bis 9 Jahre) und die gekürzte Stufe I (10 bis 12 Jahre). Grund hierfür ist, dass 6- bis 9-jährige andere Bedürfnisse haben, als 10- bis 12-jährige Kinder und man somit besser darauf eingehen will. Diese Unterteilung wurde bereits vom Landesverband Niedersachsen übernommen.

## Kampagnen
Seit dem Jahr 1999 entwickelt und führt das Deutsche Jugendrotkreuz bundesweit verschiedene Kampagnen durch. Diese werden durch Projekte, Aktionen in einzelnen Gruppen oder bundesweit begleitet. Es werden Arbeitshilfen entwickelt, die es den einzelnen JRK-Gruppen ermöglichen Kampagnenthemen zu bearbeiten.

### Youthmust act (1999 – 2001)
„Youth must act“ war die erste bundesweit koordinierte Kampagne des DJRK und fand in den Jahren 1998 bis 2001 statt. Thema waren die Situation von Kindersoldaten sowie die Bestimmungen des Humanitären Völkerrechts. Ziel war es, ein Zusatzprotokoll zur UN-Kinderrechtskonvention zu erwirken, das Kinder und Jugendlichen unter 18 Jahren vor der Teilnahme an bewaffneten Konflikten schützt. So wurde beispielsweise darauf aufmerksam gemacht, dass etwa 90 Prozent aller kriegsbedingten Toten in Afrika Frauen und Kinder sind, und die Lebenssituationen von Kindern im Kriegsalltag beleuchtet.
Das Deutsche Jugendrotkreuz kooperierte hier mit diversen anderen Hilfsorganisationen wie terre des hommes und der UNICEF.
Das Zusatzprotokoll zur UN-Kinderrechtskonvention, welches die Rekrutierung von Kindern und Jugendlichen unter 18 Jahren verbietet, trat am 12. Februar 2002 in Kraft. Im März 2004 beschlossen die Delegierten des deutschen Bundesdelegiertentags eine Resolution gegen den Einsatz von Kindersoldaten. Sie sprachen sich für die Ratifikation des Zusatzprotokolls der UN-Kinderrechtskonvention aus. Im September 2004 erfolgte dann die Ratifizierung in Deutschland und floss somit in das deutsche Recht ein.
Das DJRK hat von 1999 bis 2004 ein Straßenkinder-Zentrum in Kigali (Ruanda), in dem ehemalige Kindersoldaten betreut werden, mit Spenden unterstützt. So kamen über 14.000 Euro zusammen mit denen das Straßenkinder-Zentrum „Centre de la Jeunesse“ Fischteiche und Ställe anlegen konnten.
Das Deutsche Jugendrotkreuz ist Mitglied im Deutschen Bündnis Kindersoldaten.

### Bleib’ COOL ohne Gewalt (2001 – 2003)
Im Mai 2001 startete das Jugendrotkreuz unter dem Motto „Bleib’ COOL ohne Gewalt!“ die zweite bundesweite Kampagne, diesmal Thema Gewaltprävention. Sie lief bis 2003. Die Ziele waren Kinder und Jugendliche für das Thema Gewalt sensibilisieren und die konstruktive Konfliktfähigkeit von Jugendlichen zu fördern sowie Handlungsmöglichkeiten zu entwickeln, die eine Alternative zu Gewalt darstellen und die Bildung von Netzwerken zu fördern, die Hilfen für Betroffene anbieten. In dieser Kampagne ist auch das bis heute an Schulen angebotene Streitschlichter-Programm entstanden.

### Armut: Schau Nicht Weg! (2004 – 2007)
Im Rahmen der Kampagne „Armut: Schau Nicht Weg!“ in den Jahren 2004–2007 thematisierte das Deutsche Jugendrotkreuz Kinder- und Jugendarmut in Deutschland. Neben der Umsetzung in Gruppenstunden und über andere Einzelprojekte wurde ein bundesweites Positionspapier verabschiedet.
Mit drei Jahren Kampagnenlaufzeit ist dies die bisher längste außerschulische Kampagne des Deutschen Jugendrotkreuzes.

### Deine Stärken. Deine Zukunft. Ohne Druck! (2007 – 2009)
Das DACHL-Netzwerk startete am 26. Mai 2007 eine gemeinsame Kampagne mit dem Titel „Deine Stärken. Deine Zukunft. Ohne Druck.“ Das Augenmerk galt vielfältigen Erwartungen, Unsicherheiten und Zukunftsängsten, die Kinder und Jugendliche unter Druck setzen können, sowie Maßnahmen zu ihrer Förderung und Unterstützung. Die Kampagne lief bis Juni 2009.

### Klimahelfer – Änder’ was, bevor’s das Klima tut (2012 – 2014)
Im Jahr 2012 startete das Deutsche Jugendrotkreuz die Kampagne „Klimahelfer – Änder’ was, bevor’s das Klima tut“, die sich mit den humanitären Folgen des Klimawandels beschäftigt. Die zentralen Forderungen der Kampagne sind:
- mehr öffentliche Trinkbrunnen zum Schutz der Gesundheit
- mehr Schattenplätze durch Bäume zum Schutz der Gesundheit
- bessere Vorbereitung von Kindern und Jugendlichen auf extreme Wetterereignisse
- bessere Bildung zum Thema Klimawandel
- Gesetze zur Aufnahme von Klimaflüchtlingen
- Umsetzung von Klimaschutzrichtlinien im Deutschen Roten Kreuz und die aktive Beteiligung am Klimaschutz.

Die Kampagne hatte ihren offiziellen Startschuss am 25. Mai 2012 auf dem JRK-Supercamp in Xanten.

### Was geht mit Menschlichkeit? (2017 – 2019)
Im Jahr 2017 startete die JRK-Kampagne „Was geht mit Menschlichkeit?“ im Supercamp in Prora. Sie beschäftigt sich mit dem höchsten Rotkreuz-Grundsatz: der Menschlichkeit und wie diese entscheidend in den Alltag übersetzt und mit Leben gefüllt werden kann. Mit insgesamt acht ausformulierten Zielen, war dies eine der umfangreichsten Kampagnen bisher:

#### Stärkung der humanitären Bildungsarbeit
„Jung und alt für humanitäre Werte zu begeistern war Kern der Kampagne. Sowohl innerhalb des Verbandes sowie auch außerhalb gegenüber der deutschen, europäischen und internationalen Öffentlichkeit ging es darum, sich für eine friedliche und gewaltfreie Gesellschaft zu engagieren.“

#### Verbreitung der Ideale der Rotkreuz- und Rothalbmond-Bewegung
„Was macht uns als Bewegung aus und was bedeutet Menschlichkeit für uns? Auf diese Frage haben unsere Mitglieder in den drei Jahren der Kampagne Antworten gesucht und gefunden.“

#### Förderung der jugendpolitischen Beteiligung junger Menschen
„Wir haben gefragt „Was geht mit Menschlichkeit und DIR?“ bevor wir das Thema Menschlichkeit in der Gesellschaft angegangen sind. Damit wollten wir jedem und jeder zeigen, dass Menschlichkeit bei dir selbst beginnt und auch du ein Teil dazu beitragen kannst. Mit unserer Unterstützung konnten unsere engagierten Mitglieder im Rahmen der Kampagne eigene Projekte und Aktionen starten. Außerdem waren junge Menschen bei der Planung, Entwicklung, Umsetzung und Evaluation der Kampagne beteiligt.“

#### Bereitstellung niederschwelliger Lernangebote
„Alle unsere Materialien sind freu und digital zugänglich. Sogar die Kampagnen Farben, Icons und Schriftarten sind online verfügbar. Damit konnten Flyer, Plakate und weitere Materialien für die Kampagne selbst gestaltet werden.“

#### Beteiligungsorientierte Öffentlichkeitsarbeit
„Ihr konntet auf unterschiedlichen Social-Media-Kanälen die Kampagne mitverfolgen und sogar anderen von euren tollen Aktionen erzählen. Hier galt: eure Ideen und Initiativen an den Start!“

#### Gewinnung neuer JRK-Mitglieder
„Mit barrierearmen, digitalen und beteiligungsorientierten Angeboten im Rahmen der Kampagne wollten wir auch Nicht-JRK-Mitglieder ansprechen und für unsere Sache begeistern. Auch wenn du nicht gleich Mitglied werden willst - gemeinsam für Menschlichkeit ist der erste Schritt in die richtige Richtung.“
Als Ergebnis wurde im Rahmen der Kampagne Forderungen erarbeitet, welche sich um die Themen Humanitäres Völkerrecht, Kinderrechte, Jugendbeteiligung und die Wertschätzung des Ehrenamts drehen. Diese Forderungen wurden auf der 14. JRK-Bundeskonferenz 2019 beschlossen und bestimmt die Arbeit des Jugendrotkreuzes auch über die Kampagne hinaus.

### LAUT STARK (ab 2022)

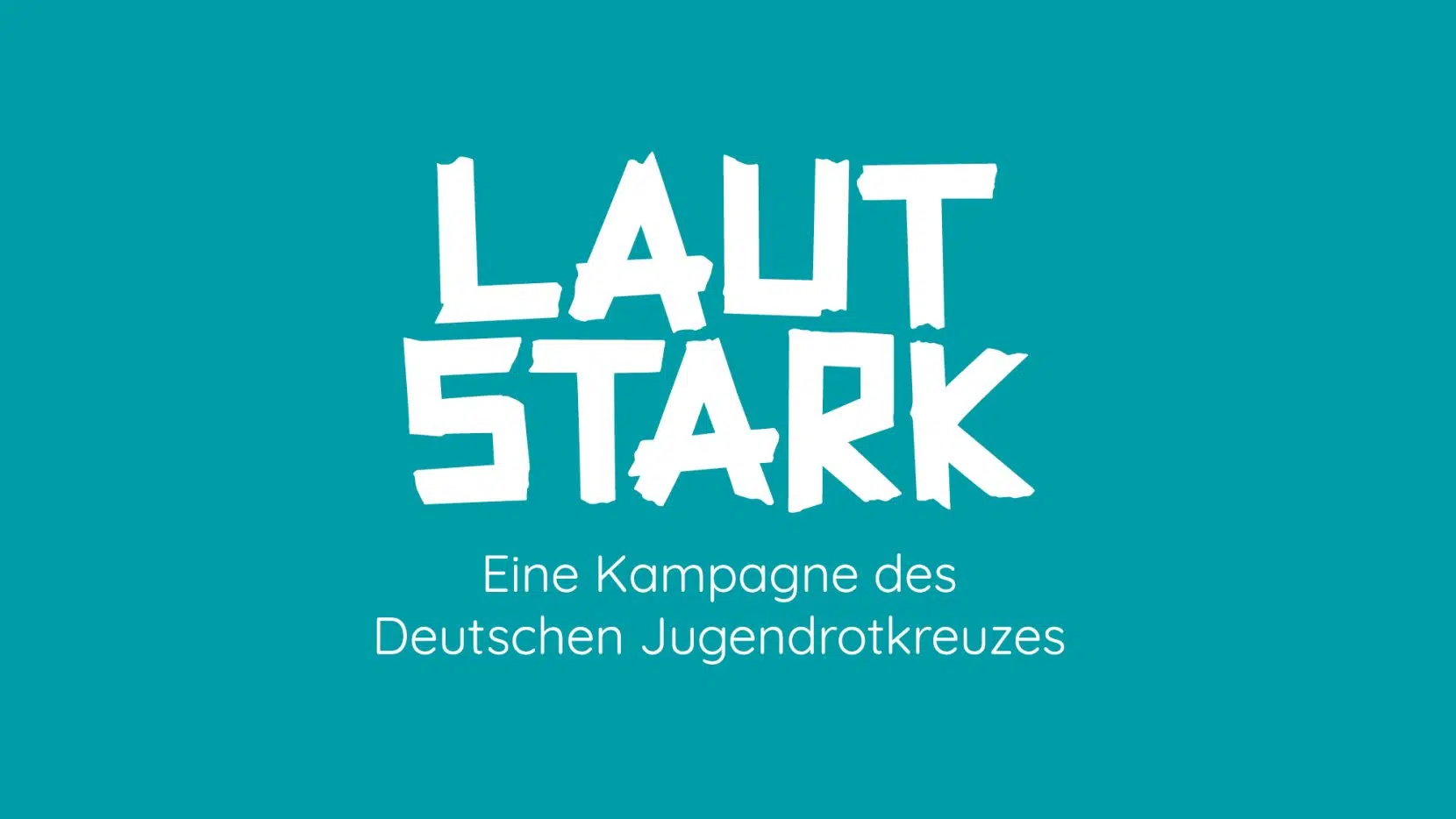
Logo der Kampagne "LAUT STARK"

Die aktuelle Kampagne steht unter dem Motto „Unsere Stimmen! Unsere Zukunft!“ und setzt den Fokus auf Kinderrechte und Jugendbeteiligung. Gemeinsam sollen damit Kinder und Jugendliche zu mehr aktiver Beteiligung und Wahrnehmung ihrer Rechte informiert, befähigt und ermutigt werden.
Unterteilt ist die Kampagne in drei Hauptphasen:
- Phase 01: Bescheid WISSEN
- Phase 02: Locker KÖNNEN
- Phase 03: Einfach MACHEN

Diese Phasen bauen jeweils aufeinander auf und setzen eigene Schwerpunkte, jedoch immer unter dem gemeinsamen Ziel "MEHR ERMÖGLICHEN" vereint.
Aktuell läuft diese Kampagne, weswegen immer wieder Projekte oder auch das traditionelle Supercamp noch stattfinden werden.

## Projekte und Aktionen
Das Jugendrotkreuz initiiert immer wieder verschiedene Projekte und Aktionen mit dem Ziel, neue Mitglieder zu werben und bestehende JRKler zu fördern und in die Vereinsarbeit einzubinden.

### Blut + Jung
In der Woche vom 14. bis 20. Juni 2010 fand eine bundesweit einmalige Aktion des Blutspendedienstes in Kooperation mit dem Jugendrotkreuz statt. In den unterschiedlichen Landes-, Kreis- und Ortsverbänden wurden dazu unterschiedliche Aktionen durchgeführt. So übernahmen beispielsweise das Bayrische Jugendrotkreuz, bei zwei zusätzlichen Blutspendeterminen in Fürth und Großhabersdorf, die gesamte Ausrichtung. Unter anderem wurde die Werbung neuer Spender, die Organisation der Räumlichkeiten, die Registratur der Erstspender bis hin zur Verpflegung und Kinderbetreuung selbstständig organisiert.

### #Blutbild-Lotsen
In den DRK-Landesverbänden Niedersachsen, Oldenburg, Bremen und Thüringen werden seit 2011 durch das eigenständige Jugendrotkreuz interessierte JRKler zu sogenannten #Blutbild-Lotsen ausgebildet. Mit diesem Projekt möchte man diesen eine eigenständige Aufgabe im Bereich der Blutspende bieten. Die Aufgabe eines #Blutbild-Lotsen ist es Blutspender gewissermaßen durch die Blutspende zu navigieren/lotsen. Dazu gehört unter anderem die Begrüßung der Spender, das Beantworten von Fragen rund um die Blutspende sowie das mediale Begleiten der Blutspendetermine (z. B. auf Social Media).
Die Ausbildung erfolgt im ersten Schritt über eine Inhouse-Schulung, bei der unterschiedlichste Themen wie Kommunikations- und Argumentationsfähigkeiten oder Social-Media-Wissen vermittelt werden. Zudem erhalten die Lotsen Materialien unter anderem zur Erstellung von Info-Schildern. Im zweiten Schritt werden die #Blutbild-Lotsen in Zusammenarbeit mit den jeweiligen DRK-Kreisverbänden für kommende Blutspendetermine eingeteilt und können mit ihren neu erworbenen Kenntnissen und Fähigkeiten loslegen.
Nicht zu verwechseln: Durch den DRK-Blutspendedienst West werden seit der Corona-Pandemie sogenannte Blutspendelotsen ausgebildet. Dies richtet sich jedoch unter anderem an Organisatoren oder Helferinnen und Helfern in Wartebereichen bei Blutspendeterminen und damit meist nicht an JRKlerinnen und JRKler.

## Schulprojekte
In Kooperation mit den Schulen, führt das Jugendrotkreuz diverse Projekte an Schulen durch.
Folgende Ziele verfolgt die JRK-Schularbeit:

### Humanitäre Schule
Die Kampagne Humanitäre Schule ist ein Projekt des Jugendrotkreuzes Niedersachsen. Es läuft seit dem Jahr 2004 und der Schirmherr der Kampagne ist Rudolf Seiters (Präsident des Deutschen Roten Kreuzes). Ziel der Kampagne ist es, Schüler auf Themen wie Menschlichkeit zu sensibilisieren und dadurch das soziale Engagement zu steigern.
Ein wichtiger Bestandteil dieser Kampagne ist das Planspiel h.e.l.p. (Abkürzung für: Humanitäres Entwicklungs- und Lernprojekt), welches die Schüler durchlaufen müssen. h.e.l.p. ist ein Rollenspiel für 14 bis 35 Spieler. In diesem Spiel geht es um den Konflikt eines fiktiven Landes und einer seiner Provinzen. Die Vereinten Nationen haben zur Lösung des Problems ein Unterausschuss gebildet. Die Schüler sollen sich in die Lage der Delegierten versetzen und gemeinsam Lösungsansätze erarbeiten.
Ein weiterer wichtiger Bestandteil dieser Kampagne ist das Humanitäre Projekt, welches die Schulen durchlaufen müssen. Dieses Projekt muss innerhalb des laufenden Schuljahres durchgezogen werden. Hierbei steht es der Schule und den Schülern frei wie sie sich Humanitär betätigen wollen.
Einmal im Jahr werden die teilnehmenden Schulen zertifiziert und dürfen anschließend das Logo „Humanitäre Schule“ tragen.
Neben den Jugendrotkreuz Niedersachsen wird diese Kampagne inzwischen auch von anderen Landesverbänden durchgeführt. Es entwickelt sich immer mehr von einer Kampagne eines Landesverbandes zu einer bundesweiten Kampagne.

### Schulsanitätsdienst
Das Jugendrotkreuz betreut, in Kooperation mit den Schulen und der Barmer GEK, an vielen Schulen einen Schulsanitätsdienst. Die Schulsanitäter erhalten mindestens eine Erste-Hilfe-Ausbildung mit acht Doppelstunden. Das Jugendrotkreuz übernimmt die Finanzierung der Aus- und Weiterbildung (Schulsanitäter), Aus- und Fortbildungsmaterial, die Kleidung und die Gruppenaktivitäten. Die Schule hingegen übernimmt die Finanzierung der Lehrkraft, Aus- und Fortbildung (Lehrkraft) und die Raumausstattung und Erste-Hilfe-Material nach der Gesetzlichen Unfallversicherung.
Der Schulsanitätsdienst an den ausführenden Schulen hat jeweils einen eigenen Raum, der als Sanitätsraum ausgestattet ist. Im Rahmen der Schularbeit treffen sich die Schulsanitäter regelmäßig um ihr Wissen aufzufrischen und über vergangene Einsätze zu Diskutieren. Die Betreuung des Schulsanitätsdienstes seitens des JRK wird auf der Kreisverbands-Ebene koordiniert. Hierfür kann vom Kreisverband ein Koordinator benannt werden.

### Streitschlichter
Streitschlichter sind Schüler, die speziell auf das Streitschlichten ausgebildet sind. Hierbei geht es nicht darum einem Recht zu geben oder nicht Recht zu geben oder Standpauken zu geben. Streitschlichter müssen einen neutralen Standpunkt behalten. Dazu werden die streitenden Parteien zu einem Streitschlichtungsgespräch eingeladen, bei der die beteiligten Personen ihre Standpunkte erläutern können. Das Ziel des Streitschlichtungsgesprächs ist es, gemeinsam nach einer Lösungsmöglichkeit zu suchen.

### Body + Grips-Mobil
Das Body + Grips-Mobil (kurz BGM) ist ein Projekt zur Gesundheitsaufklärung und Gesundheitsprävention. Das mobile Projekt ist in Westfalen-Lippe, Sachsen-Anhalt, Saarland, Nordrhein und Rheinland-Pfalz unterwegs.
Entwickelt und betreut wird das Body+Grips-Mobil vom Jugendrotkreuz. Es handelt sich dabei um einen Stationsparcours zu den fünf Themenbereichen (Bewegung, Ernährung, Ich + Du, Sexualität und Sucht) mit Wahrnehmungs-, Experimentier- und Informationsstationen.

## JRK-Zeitschriften auf Bundesebene

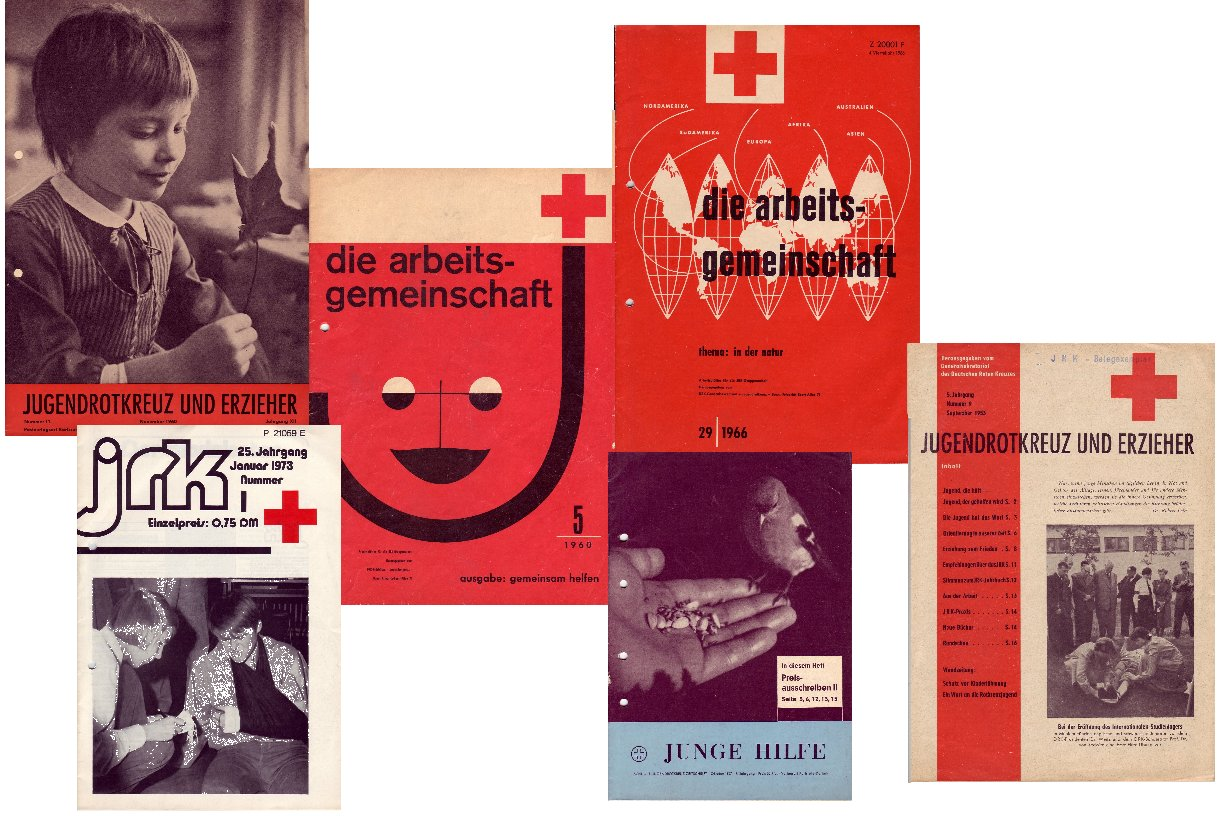
JRK-Zeitschriften

Von Januar 1926 bis März 1936 erschien die Zeitschrift Deutsche Jugend, die durch das Jugendrotkreuz im DRK-Generalsekretariat hergestellt wurde. Trotz hoher Reputation dieser Zeitung musste sie im März 1936 ihr Erscheinen einstellen, denn der Nationalsozialistische Lehrerbund setzte die Zeitschrift im Sommer 1935 auf den Index. Auf Betreiben der Hitlerjugend (HJ) musste im März 1936 das Erscheinen eingestellt werden. Grund hierfür war sicherlich die humanitäre Gesinnung des Roten Kreuzes wie auch die Unterdrückung von Zeitungen, die der Hitlerjugend mit ihrer eigenen Schülerzeitschrift Hilf mit! entgegenstanden.
Nach der Neugründung des DRK erschien von 1949 bis 1951 das Arbeits- und Mitteilungsblatt der Lehrer und Freunde des Jugendrotkreuzes in der Britischen Zone Deutschlands. Diese Schrift wurde 1952 unter dem Titel Jugendrotkreuz und Erzieher bis 1990 weitergeführt.
In zwei verschiedenen Ausgaben (für ältere und jüngere Mitglieder) erschien von 1948 bis 1972 die Zeitschrift Junge Hilfe. Sie trug zunächst den Zusatz „Schul- und Jugendrotkreuzzeitschrift“ und ist im Katalog der Deutschen Nationalbibliothek als „offiz. Organ d. Deutschen Roten Kreuzes, Jugendrotkreuz“ verzeichnet. Hiernach folgte von 1973, bis 1975 die Zeitschrift jrk, die „Jugendzeitschrift des Deutschen Jugendrotkreuzes“. Von 1976 bis 1986 erschien dann das JRK-Magazin. Der erste Jahrgang erschien dabei im außergewöhnlichen Hochformat (39,5 × 20 cm). Das Format fand keinen guten Anklang bei den Mitgliedern und wurde 1977 in ein Normalformat geändert.
Ein spezielles Kindermagazin für junge JRK-Mitglieder war die Zeitschrift Bernie, die nur fünf Jahre, von 1987 bis 1992, erschien.
Von 1990 bis 2007 war die Zeitschrift Jugendrotkreuz : das Magazin die Publikation für JRK-Mitglieder wie auch für Gruppenleiter.
Der Infodienst Youth-Letter – JRK-Info für Kreisleitungen – wurde von 1996 bis 2007 herausgegeben. Zielgruppe waren hauptsächlich die Kreisjugendleitungen. Er wurde im Direktversand und an die DRK-Kreisverbände verteilt. Später erhielt er den Zusatz „Informationen für Leitungskräfte“. Ab der Ausgabe 6/2008 hieß er Jugendrotkreuz+quer – Informationen für Leitungskräfte. Ab dieser Zeit gab es den Youth-Letter im Download oder per E-Mail-Verteiler.
Speziell für JRK-Gruppenleiter erschien von 1953 bis 1966 die Zeitschrift die arbeitsgemeinschaft – Arbeitsblätter für die Gestaltung von Jugendarbeit im Deutschen Roten Kreuz mit vier Ausgaben pro Jahr.
Dies sind lediglich die Bundespublikationen, die durch die Geschäftsstelle des DRK-Generalsekretariates hergestellt wurden. Darüber hinaus gibt und gab es zahlreiche Mitgliederzeitschriften der einzelnen JRK-Landesverbände.
Durch das DRK der DDR wurde von 1959 bis 1962 die Zeitschrift Das Jugendrotkreuz herausgegeben.